# Книга ужаса. История хоррора в кино
«Книга ужаса. История хоррора в кино» (англ. The Monster Show: A Cultural History of Horror) — книга-исследование жанра фильмов ужасов американского критика и культуролога Дэвида Дж. Скала.

## Сюжет
История зарождении жанра ужаса в мировой киноиндустрии. Глобальное исследование жанра. Скал рассматривает зарождение, расцвет и угасание хоррора сквозь призму важнейших событий XX столетия — от войн и катастроф до эпидемий и расцвета хиппи.

## Награды и номинации
- Премия Лорда Рутвена — награда (1994)[2]
- Премия Брэма Стокера — номинация (1993)[3]
- Всемирная премия фэнтези — номинация (1994)[4]
- Локус — номинация (1994)[5]

## Критика
М. Л. Лайк из Seattle Post-Intelligencer назвал The Monster Show «идеальным интеллектуальным учебником для выходных на Хэллоуин». Стефан Дземянович, автор Washington Post, утверждал, что некоторые аргументы Скала были «довольно надуманными», но добавил, что в целом книга «предлагает убедительные доказательства того, что для того, чтобы понять культуру, вы должны знать, чего она боится».

Журнал Darker в своём обзоре отмечает: 
Для серьёзного научно-популярного труда книга Скала чересчур субъективна и претенциозна (к слову, библиографии в русском издании не приводится — видимо, не было её и в оригинальном), для увлекательного чтива излишне научна. Однако балансировать на этой грани не слишком сложно, а байки из жизни легендарных актёров и режиссёров успешно оживляют документальный текст.